# Coiloníquia

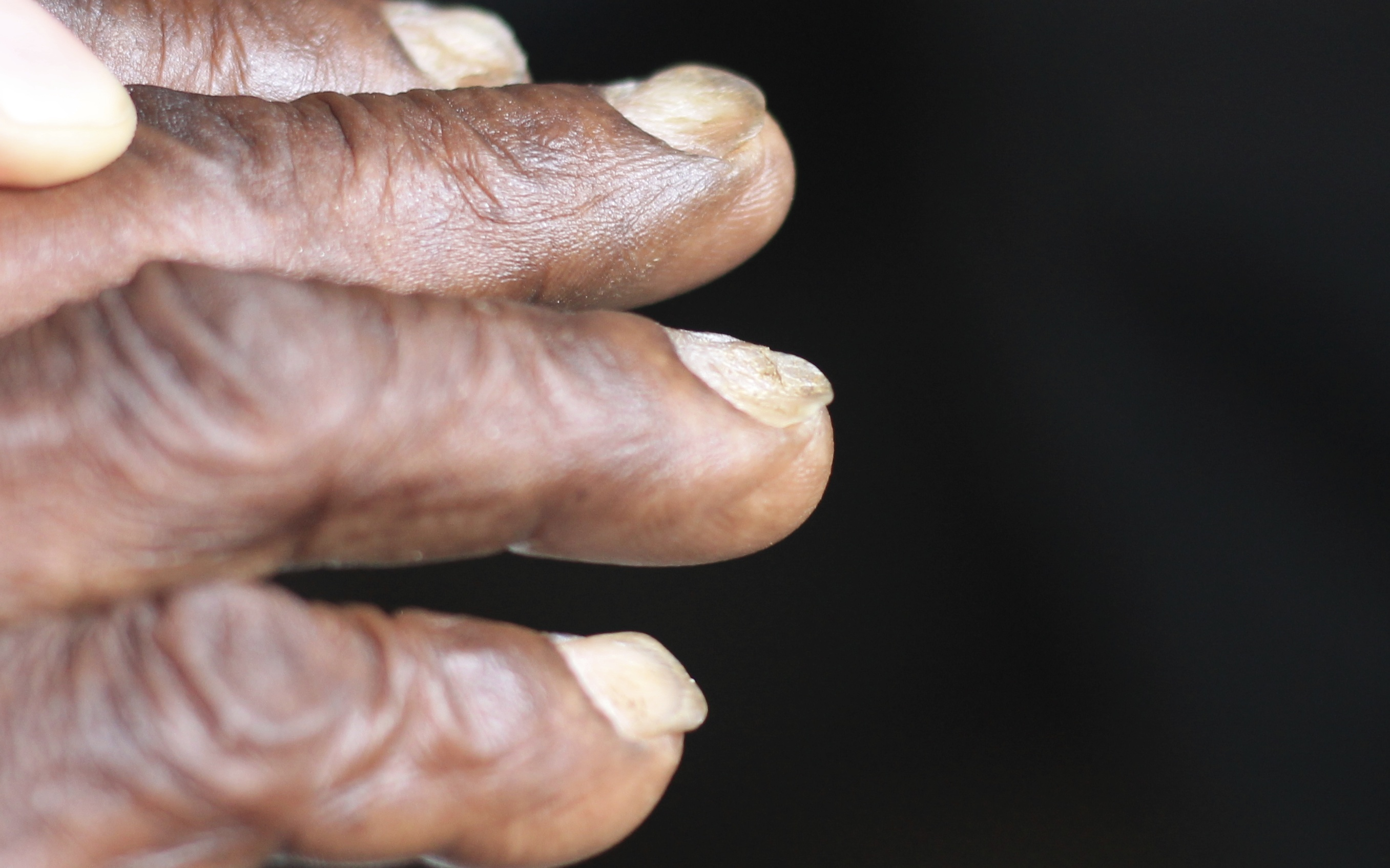
Exemple de coiloníquia.

La coiloníquia o ungles cullera és un trastorn de les ungles, generalment de la mà, en la qual són anormalment primes, perdent la seva convexitat i podent arribar a ser planes o fins i tot còncaves. La coiloníquia pot ser un signe d'anèmia hipocròmica, especialment de l'anèmia per falta de ferro (ferropènica) i està associada a la Síndrome de Plummer-Vinson.